# Fischer Holding
Fischer Holding GmbH & Co. KG er en tysk multinational industrivirksomhed, der fremstiller fastgøring til byggeri og byggemarkeder. De producerer også produkter til bilindustri, legetøj og konsulentvirksomheder. Virksomheden blev etableret i 1948 af Artur Fischer og fik tidlig succes med sin originale S-Plug, der fortsat produceres. Aktiemajoriteten (51 %) i virksomheden indehaves af hans søn Klaus Fischer.
De har 47 datterselskaber i 35 lande.